# Vegetação do Paraná

Mapa de vegetação do Paraná.

A vegetação do Paraná é um domínio de estudos e conhecimentos sobre as características fitogeográficas do território paranaense. Ambos os tipos de vegetação aparecem no Paraná: florestas e campos. As florestas são subdivididas em florestas tropicais e florestas subtropicais. Os campos, em campos limpos e campos cerrados. A floresta tropical é uma porção da Mata Atlântica, cobertura do total da fachada leste do Brasil com suas formações latifoliadas. No Paraná abrangia primitivamente uma área que equivale a 46% do estado, aí incluindo as partes de menor altitude (baixada litorânea, encostas da serra do Mar, vales do Paraná, Iguaçu, Piquiri e Ivaí) ou de mais baixa latitude (toda a porção norte do território estadual).

## Panorama geral

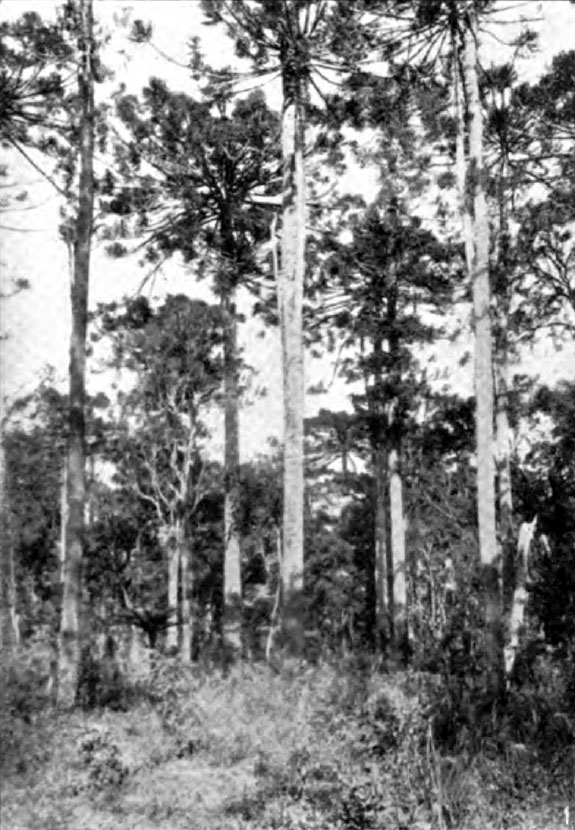
Floresta de araucária em 1920 no Paraná.

A floresta subtropical é uma floresta mista formada por latifoliadas e coníferas. O pinheiro-do-paraná (Araucaria angustifolia), o qual não se vê em agrupamentos puros, representa essas últimas. A floresta mista ou mata dos pinheiros revestia as partes de maior elevação do estado, ou seja, a porção mais extensa do planalto cristalino, o extremo leste do planalto basáltico e uma pequena porção do planalto paleozoico. Essa formação abrangia 44% do território do Paraná e ainda a porção dos estados paulista, catarinense e gaúcho. Hoje em dia, é a floresta mais economicamente explorada do Brasil, por ser a única que possui muitos indivíduos da mesma espécie (pinheiros) em conjuntos com densidade suficiente (apesar de sua impureza) para possibilitar que sejam facilmente extraídos.

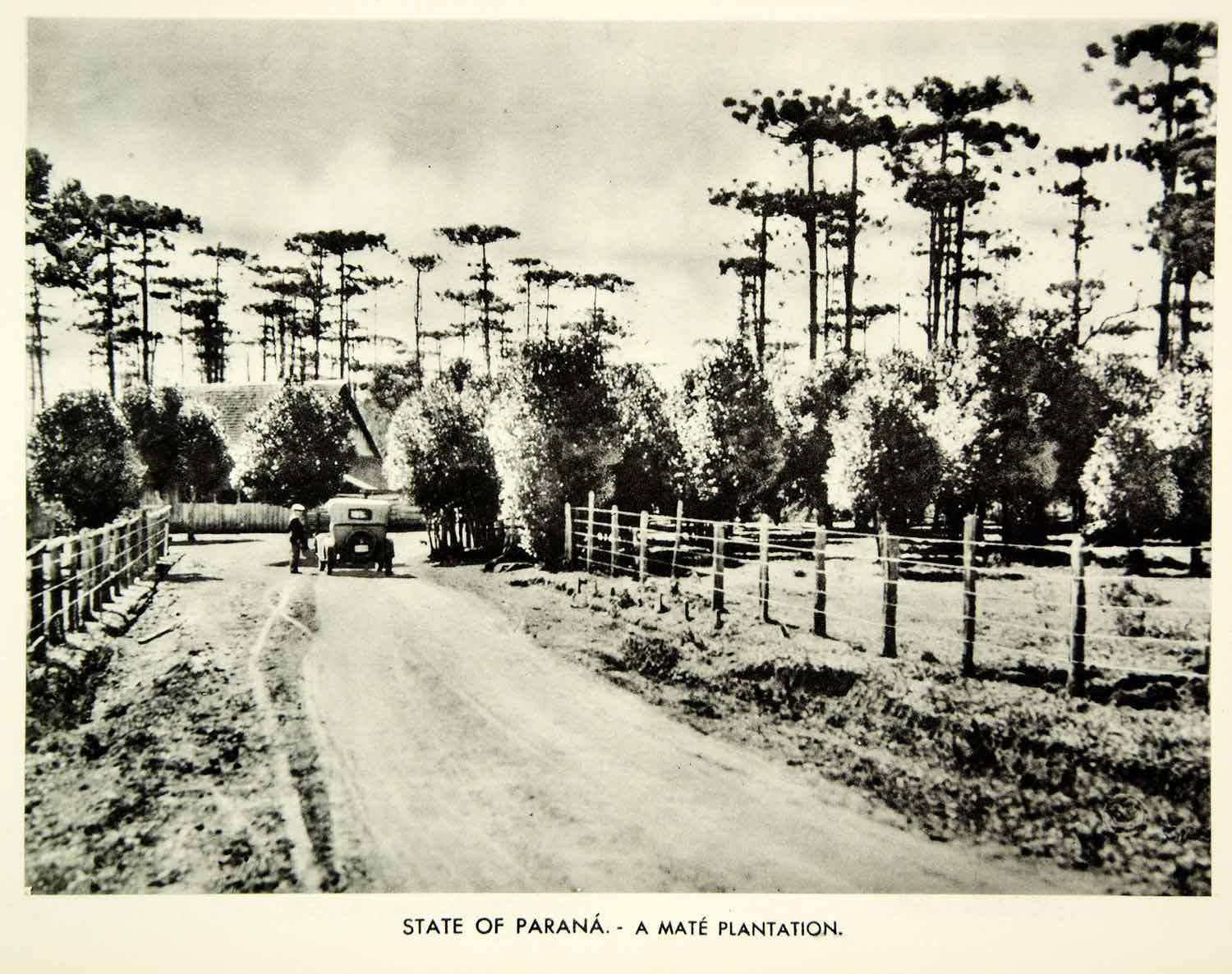
Antiga fazenda de exploração de erva-mate no Paraná.

Além do pinheiro, a floresta ombrófila mista apresenta também espécies latifoliadas economicamente valiosas, como a imbuia, o cedro e a erva-mate. Nos últimos anos do século XX, somente uma diminuta porção das florestas continuou existindo no estado. A desflorestação para explorar madeira e formar campos para lavoura ou pastoreio quase eliminou completamente a floresta ombrófila mista. Os últimos remanescentes das florestas do Paraná são encontrados na planície litorânea, na encosta da serra do Mar e nos vales dos rios Iguaçu, Piquiri e Ivaí.
Os campos limpos aparecem sob o formato de manchas que se espalham por meio dos planaltos paranaenses. A maior extensão dessas manchas é a dos denominados campos gerais, cobertura da parte leste inteira do planalto paleozoico e forma de uma gigantesca meia-lua no mapa estadual de biomas. Demais manchas de campo limpo são as de Curitiba e Castro, no planalto cristalino, as de Guarapuava, Palmas e demais, pequenas, no planalto basáltico. Os campos limpos abrangem mais de nove por cento do território do Paraná. Os campos cerrados são pouco expressivos no Paraná, onde abrangem maior redução de área  — inferior a um por cento da superfície do estado. Constituem pequenas manchas no planalto paleozoico e no planalto basáltico.
O Paraná continuou historicamente famoso no Brasil porque suas florestas eram ricas e exuberantes, especialmente, devido ao pinheiro, que é o símbolo do estado por tradição. Mas a desflorestação desordenada, ou porque a madeira é extraída, ou porque os agricultores e pecuaristas cortam a lenha de árvores da maior parte das florestas para formar campos de pastoreio e de cultivo, prejudicou irrecuperavelmente a floresta típica estadual, como é exposto na tabela abaixo que Reinhard Maack mostrou em 1965:
| Tipo de mata                        | Área primitiva | Área devastada | Área em 1965 |
| ----------------------------------- | -------------- | -------------- | ------------ |
| Mata pluvial tropical e subtropical | 94 044         | 61 840         | 32 204       |
| Mata de araucária                   | 73 780         | 57 848         | 15 932       |
| Total                               | 167 824        | 119 688        | 48 136       |

Com embasamento na vegetação original, as florestas do Paraná possivelmente agrupam-se em Mata de Araucária, Mata Atlântica, Mata Tropical do Norte e Noroeste e Mata Pluvial Subtropical.

### Mata de Araucária e Mata Atlântica
A Mata de Araucária abrange a mata subtropical de coníferas. É também denominada mata dos pinhais. Aí o pinheiro-do-paraná ocorre como vegetal mais importante. Tem ligação frequente com a imbuia e a erva-mate.
O domínio geográfico da Mata de Araucária tem combinação com duas coisas: regiões de altitudes que ultrapassam os 500 metros e médias térmicas que variam de 15ºC a 18 °C por ano.
De acordo com o geógrafo Orlando Valverde, há dois tipos distintos de mata de araucária. Em primeiro lugar, destaca-se com nitidez o pinheiro, constituindo um andar entre 25 e 30 metros de altura, em um andar inferior de árvores e arbustos latifoliados medindo entre 12 e 15 metros de altura. No segundo tipo, é desenvolvida uma floresta misturando pinheiros com árvores latifoliadas, em apenas um único nível, em torno de 25 a 30 metros de altura. Os últimos remanescentes de importância da Mata de Araucária são encontrados em vários pequenos pontos do estado, principalmente nos municípios das regiões próximas de Guarapuava, Irati e União da Vitória, como, exemplificando, Rebouças, Mallet, Rio Azul, Inácio Martins, Paulo Frontin, Turvo, Prudentópolis e Pitanga.
A Mata Atlântica é também denominada mata tropical de encosta. Isso porque fica perto da Serra do Mar e no Litoral. Faz parte do tipo de mata higrófila latifoliada, a qual é extensa no decorrer da borda oriental das Serras e planaltos do Leste e do Sudeste. Nessa parte do Brasil, a grande quantidade de chuvas umidifica a Mata Atlântica.
A Mata Atlântica tem uma grande quantidade de espécies de madeiras tais como: cedro, ipê, figueira, peroba, não somente isso como possui também demais vegetais como palmito, embaúva, aleluia, epífitas, lianas e musgos. Entrando no primeiro planalto paranaense, a mata é confundida com a vegetação subtropical. Isso cria uma zona de transição de verdade.
Em 24 de setembro de 1990, foi criado o Parque Estadual Pico do Marumbi, na região da Serra do Mar. Isso objetiva a preservação da vegetação do lugar e dos mananciais de importância que aí se encontram.

### Mata Tropical do Norte/Noroeste e Mata Pluvial Subtropical
A Mata Tropical do Norte e Noroeste, em sua boa parte, foi sucedida pela cafeicultura e a pecuária. Uma pequena quantidade de remanescentes ainda existentes possivelmente aparece em unidades de conservação. Grandes exemplos disso são o Parque do Ingá e o Horto Florestal em Maringá e a reserva denominada Mata do Godoy. Esta última fica a 20 km de Londrina.
Essa mata possuía ambas as características distintas:
1. A primeira, mais enriquecida de espécies vegetais como a peroba, o pau-d'alho, figueira-branca e o palmito, compreendia a região de "terra roxa", que fica nas margens dos rios Itararé, Paranapanema, Pirapó e Ivaí.
2. A segunda, mais empobrecida de espécies vegetais, abrangia a região formada pelo arenito Caiuá, localizada nas margens dos rios Pirapó, Paranapanema, baixo Ivaí e foz do rio Piquiri.

A Mata Pluvial Subtropical é diferente da Mata de Araucária, devido a duas coisas: a ocupação de suas terras com altitudes abaixo de 500 metros e porque não possui pinheiro. Era encontrada no decorrer do Rio Paraná entre a foz do Rio Piquiri e a foz do Rio Iguaçu, entrando através dos vales. O Parque Nacional do Iguaçu é a mais importante unidade de conservação deste tipo de floresta. Aí é encontrada a preservação de vegetais e animais da fauna do lugar.

### Campos nativos e cerrados

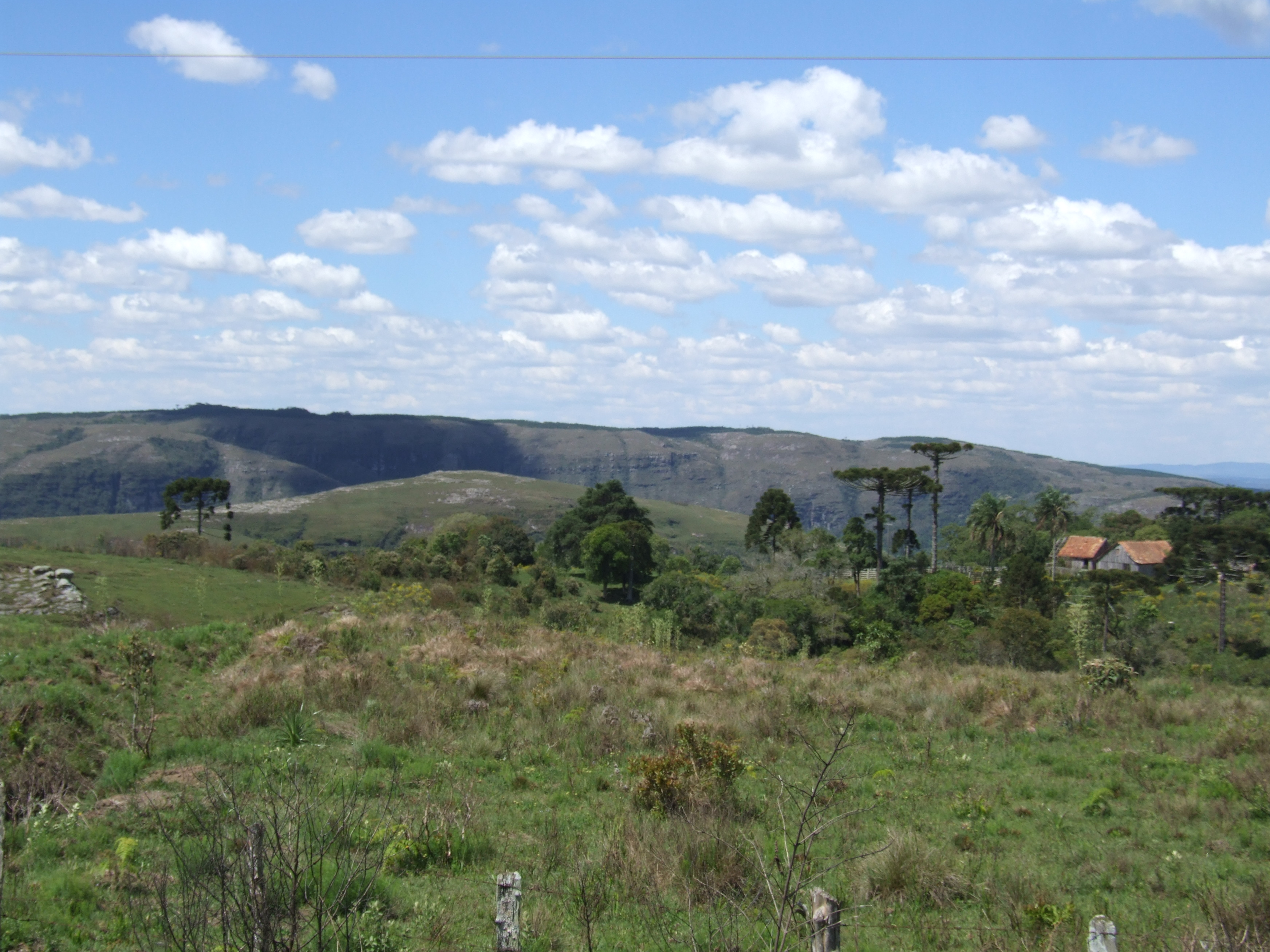
Paisagem dos Campos Gerais no município de Tibagi.

Das formações de ervas e de arbustos encontradas no Paraná merecem destaque: os campos limpos e campos cerrados.
Nos campos limpos são predominantes as gramíneas. As gramíneas, com frequência, se misturam com matas ciliares e capões de matos afastados. Solos mais empobrecidos são representados pelos campos limpos e, por isso, nessa formação vegetal, o terreno não é propício para o crescimento de plantas de média e alta estatura. Eles ocorrem em uma grande diversidade de lugares por todo o Paraná: Campos Gerais, Campos de Guarapuava, Campos de Palmas, Campos de Curitiba, Campos de Castro, Campos de Campo Mourão, entre outros.
Os campos cerrados são os mesmos campos limpos, mas misturados com uma maior densidade de arbustos. Eles compreendem lugares em que havia matas primitivas como no Alto Rio das Cinzas, Jaguariaíva, Sengés e São Jerônimo da Serra.

### Vegetação Litorânea e Vegetação Pantanosa

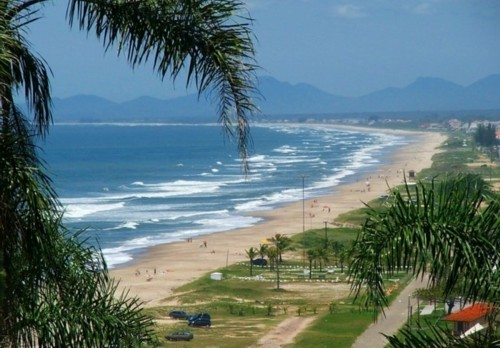
Vista da praia do Brejatuba].

A vegetação litorânea abrange uma área com mais de 729 quilômetros quadrados do Litoral do Paraná. É retratada pelos mangues, pela vegetação das praias e pela vegetação das restingas.
A vegetação dos mangues é influenciada pelas marés. Possivelmente se encontra nas baías de Paranaguá e Guaratuba.
A vegetação das praias é bem empobrecida. É típica das areias dos balneários naturais.
A vegetação das restingas completa os solos que consolidaram-se de velhos balneários. Possui agrupamentos espessos de vegetais, em uma grande quantidade de vezes com árvores que medem entre seis e oito metros de altura.
A vegetação pantanosa é desenvolvida perto das regiões de pântanos existentes nas restingas, nos campos de inundação banhados pelo rio Paraná e nas várzeas banhadas pelos rios planálticos.

## A vegetação paranaense na ciência, na história e na sociologia humana
A araucária ou pinheiro-do-paraná (Araucaria angustifolia) requer solos mais frios e mais altos, por estes serem mais propícios ao seu crescimento como planta. Esta espécie vegetal convive com outras plantas como a imbuia, o cedro e a erva-mate, esta última muito utilizada na preparação de chás e do chimarrão.
A Mata Atlântica é descrita por viajantes e biólogos como algo "belo, exuberante, rico em espécies vegetais e animais encontrados também na Floresta Amazônica, como anfíbios, anuros, mamíferos e aves, além de mais da metade das espécies arbóreas endêmicas e menos da metade das não-arbóreas endêmicas". No Brasil, mais de 30% dos mamíferos dessa mata são endêmicos, incluindo cerca de 10% dos primatas, tais como o mico-leão dourado e aproximadamente 100 anfíbios presentes no bioma.
As florestas e os campos de Guarapuava, Palmas, Curitiba, Castro e Ponta Grossa foram ocupados entre os séculos XVII e XX por povoadores portugueses, espanhóis, italianos, alemães, neerlandeses, suíços, austríacos, estadunidenses, poloneses, ucranianos, etc. Essa ocupação foi efetivada na década de 1950 e terminou na década de 1960.
A vegetação litorânea é típica não só da costa do Paraná como de outros litorais. O litoral paranaense abrange municípios como Guaratuba, Matinhos, Pontal do Paraná, Paranaguá (primeiro núcleo urbano fundado no estado em 1648 e cidade mais populosa da região costeira), Morretes, Antonina e Guaratuba, que recebem muitos turistas no verão. As principais atividades econômicas da costa paranaense são o comércio exterior, a agricultura, principalmente, a bananicultura, e o turismo de sol e mar.